# Hans Geidel
Hans Geidel (* 17. Mai 1926 in Hameln; † 3. Dezember 2020 in Stuttgart) war ein deutscher Informatiker, er gilt als Pionier der digitalen Agrarstatistik in Deutschland. Seit 1976 war er Honorarprofessor der Universität Hohenheim.

## Leben und Wirken
Geidel studierte Mathematik, Physik und Chemie an der Universität Hannover mit Staatsexamen für das Höhere Lehramt 1951.
Während seiner Zeit als Mathematiker beim Bundessortenamt war er für die statistische Auswertung der Sortenprüfungen verantwortlich. An der Universität Gießen wurde er 1956 zum Dr. rer nat promoviert.
Von 1961 bis 1963 war er Leiter der mathematisch statistischen Auswertungsstelle der Forschungsanstalt für Landwirtschaft in Braunschweig-Völkenrode. Im Jahr 1963 erhielt Geidel einen Lehrauftrag für Statistik und den Auftrag zum Aufbau des Rechenzentrums der Universität Hohenheim. Seine Hauptforschungsgebiete waren Biometrie, Statistik und Informatik. Gemeinsam mit Ludwig Reiner und Anton Mangstl engagierte er sich für den Aufbau der Agrarinformatik in Deutschland. In diesem Zusammenhang erhielt er einen Lehrauftrag für Biometrik an der Universität Gießen. Hans Geidel wurde 1976 zum Honorarprofessor der Universität ernannt, er trat 1988 in den Ruhestand.

## Mitgliedschaften
- Gründungsmitglied der Gesellschaft für Informatik in der Landwirtschaft (GIL)[3]
- Teilnehmer am vom Bundesforschungsministerium geförderten Projekt Nutzung von Datenbanken in der Landwirtschaft mit der Schriftenreihe Agrarinformatik beim Verlag Eugen Ulmer
- Mitglied bei der Internationalen Biometrischen Gesellschaft
- Mitglied bei der Gesellschaft für Pflanzenzüchtung
- Mitglied im Corps Germania Hohenheim[4]

## Veröffentlichungen (Auswahl)
- Mathematik für Agrarwissenschaftler und Biologen. Ulmer Verlag, Stuttgart 1970, ISBN 3-8001-2302-9.
- mit Walter Schuster: Der landwirtschaftlich-technische Assistent. Ulmer Verlag, Stuttgart 1978, ISBN 3-8001-2116-6.
- mit Werner Haufe: Über 150 Jahre Feldversuche und Labortechnik in der Zuckerrübenzüchtung. Münster 1999, ISBN 3-7843-3017-7.